# Михалево (Кирилловский район)
Михалево — упразднённая деревня в Кирилловском районе Вологодской области.
Входила в состав Николоторжского сельского поселения, с точки зрения административно-территориального деления — в Николо-Торжский сельсовет.
Расстояние по автодороге до районного центра Кириллова — 27 км, до центра муниципального образования Никольского Торжка — 2 км.
По данным переписи в 2002 году постоянного населения не было.
27 февраля 2021 года упразднена.